# Magos (San Sebastián)
Magos es un barrio ubicado en el municipio de San Sebastián en el estado libre asociado de Puerto Rico. En el Censo de 2010 tenía una población de 232 habitantes y una densidad poblacional de 63,08 personas por km².

## Geografía
Magos se encuentra ubicado en las coordenadas 18°18′30″N 66°56′37″O / 18.30833, -66.94361. Según la Oficina del Censo de los Estados Unidos, Magos tiene una superficie total de 3.68 km², que corresponden a tierra firme.

## Demografía
Según el censo de 2010, había 232 personas residiendo en Magos. La densidad de población era de 63,08 hab./km². De los 232 habitantes, Magos estaba compuesto por el 95.26% blancos, el 0.43% eran amerindios y el 4.31% eran de otras razas. Del total de la población el 99.14% eran hispanos o latinos de cualquier raza.